# Bhāskara I
Bhāskara I (c. 600 – c. 680) a fost un matematician indian, discipol al lui Aryabhata. A fost primul care a scris cifra "zero" sub forma unui cerc în sistemul de numerație indo-arab.
De la el a rămas un manuscris cu conținut matematic, întocmit în anul 522, unde a comentat regula lui Aryabhata de trei simplă.
Bhaskara I a susținut că înmulțirea și împărțirea se reduc la adunare și scădere.
De asemenea, a stabilit un caracter pozițional notării numerelor prin silabe, care are analogie în algebra indiană.
1. 1 2 3 4  MacTutor History of Mathematics archive
2. ↑  IdRef, accesat în 5 martie 2020